# Lietuvos Lyga 1942-1943
L'edizione 1942 del Lietuvos Lyga fu la 22ª del massimo campionato di calcio lituano; il titolo fu vinto dal Tauras Kaunas, giunto al suo 1º titolo.

## Formula
Anche in questa stagione il campionato fu organizzato in due fasi: nella prima furono disputati sette gironi, ognuno dei quali con formule differenti, su base territoriale. Di molti distretti non è nota la formula usata, né i risultati degli incontri, né il nome di tutte le squadre, ma solo il numero delle formazioni e il nome delle finaliste. I vincitori di ciascuno dei sette gironi passò alla seconda fase, una sorta di play-off per il titolo con partite in gara unica.

## Prima fase

### Girone di Kaunas
|  | Pos. | Squadra         | Pt | G | V | N | P | GF | GS | DR  |
|  | ---- | --------------- | -- | - | - | - | - | -- | -- | --- |
|  | 1.   | Tauras Kaunas   | 12 | 8 | 5 | 2 | 1 | 24 | 10 | +14 |
|  | 2.   | Perkunas Kaunas | 10 | 8 | 3 | 4 | 1 | 29 | 18 | +11 |
|  | 3.   | Kovas Kaunas    | 8  | 8 | 3 | 2 | 3 | 14 | 21 | -7  |
|  | 4.   | LGSF Kaunas     | 6  | 8 | 3 | 0 | 5 | 16 | 24 | -8  |
|  | 5.   | LFLS Kaunas     | 4  | 8 | 1 | 2 | 5 | 11 | 21 | -10 |

### Girone di Sudovia
È noto solo il risultato della finale.
| Squadra 1 | Risultato | Squadra 2      |
| --------- | --------- | -------------- |
| Sveikata  | 3 - 0     | Dainava Alytus |

### Girone di Panevėžys
|  | Pos. | Squadra          | Pt | G | V | N | P | GF | GS | DR  |
|  | ---- | ---------------- | -- | - | - | - | - | -- | -- | --- |
|  | 1.   | MSK Panevėžys    | 14 | 7 | 7 | 0 | 0 | 57 | 2  | +55 |
|  | 2.   | LGSF Panevezys   | 6  | 4 | 3 | 0 | 1 | 9  | 8  | +1  |
|  | 3.   | Grandis Rokiskis | 4  | 7 | 2 | 0 | 5 | 12 | 25 | -13 |
|  | 4.   | Vilkas Birzai    | 4  | 7 | 2 | 0 | 5 | 6  | 22 | -16 |
|  | 5.   | Sakalas Obeliai  | 4  | 7 | 2 | 0 | 5 | 11 | 38 | -27 |

### Girone di Šiauliai
|  | Pos. | Squadra            | Pt | G  | V | N | P | GF | GS | DR  |
|  | ---- | ------------------ | -- | -- | - | - | - | -- | -- | --- |
|  | 1.   | Gubernija Šiauliai | 20 | 11 | 3 | 0 | 0 | 46 | 14 | +32 |
|  | 2.   | Sakalas Šiauliai   | 16 | 11 | 7 | 2 | 2 | 31 | 18 | +13 |
|  | 3.   | Wehrmacht          | 13 | 11 | 5 | 3 | 3 | 22 | 22 | +0  |
|  | 4.   | Žaibas Kursenai    | 10 | 11 | 5 | 0 | 6 | 34 | 23 | +11 |
|  | 5.   | Žaibas Joniškis    | 9  | 7  | 4 | 1 | 2 | 24 | 12 | +12 |
|  | 6.   | Sarunas Šiauliai   | 5  | 11 | 2 | 1 | 8 | 15 | 31 | -16 |
|  | 7.   | Metalas Šiauliai   | 1  | 6  | 0 | 1 | 5 | 3  | 36 | -33 |
|  | 8.   | Tauras Taurage     | 0  | 6  | 0 | 0 | 6 | 6  | 25 | -19 |

### Girone di Jonava
È noto solo il nome del vincitore: LFLS Jonava.

### Girone di Samogizia
È noto solo il nome del vincitore: Džiugas Telšiai.

### Girone di Vilnius
|  | Pos. | Squadra         | Pt | G | V | N | P | GF | GS | DR  |
|  | ---- | --------------- | -- | - | - | - | - | -- | -- | --- |
|  | 1.   | LGSF Vilnius    | 8  | 4 | 4 | 0 | 0 | 12 | 1  | +11 |
|  | 2.   | LFLS Vilnius    | 2  | 4 | 1 | 0 | 3 | 11 | 11 | +1  |
|  | 3.   | Sarunas Vilnius | 2  | 4 | 1 | 0 | 3 | 7  | 18 | -11 |

## Seconda fase

### Quarti di finale
| Squadra 1          | Risultato | Squadra 2       |
| ------------------ | --------- | --------------- |
| Tauras Kaunas      | 5 - 0     | Sveikata        |
| LFLS Vilnius       | 3 - 1     | LFLS Jonava     |
| Gubernija Šiauliai | 3 - 0     | Džiugas Telšiai |

MSK Panevėžys promosso direttamente alle semifinali.

### Semifinali
| Squadra 1     | Risultato | Squadra 2          |
| ------------- | --------- | ------------------ |
| Tauras Kaunas | 5 - 1     | Gubernija Šiauliai |
| MSK Panevėžys | 2 - 1     | LFLS Vilnius       |

### Finale
| Squadra 1     | Risultato | Squadra 2     |
| ------------- | --------- | ------------- |
| Tauras Kaunas | 4 - 1     | MSK Panevėžys |